# یدی‌سو، بینگول
یدی‌سو، بینگول (به ترکی استانبولی: Yedisu) یک منطقهٔ مسکونی در ترکیه است که در استان بینگول واقع شده‌است. یدی‌سو ۱٬۵۰۰ متر بالاتر از سطح دریا واقع شده‌است.